# .dz
.dz為阿爾及利亞國家及地區頂級域（ccTLD）的域名。此外还拥有阿拉伯语顶级域名‎。該域名於1994年啟用，必须是常驻於阿尔及利亚的机构才有資格申请.dz域名。

## 外部連結
- IANA .dz whois information（页面存档备份，存于）
- NIC.DZ（页面存档备份，存于）